# The Wettest Stories Ever Told
«The Wettest Stories Ever Told» (с англ. — «Самые мокрые из когда-либо рассказанных историй») — восемнадцатая серия семнадцатого сезона мультсериала «Симпсоны». Впервые вышла 23 апреля 2006 года в США на телеканале «FOX».
Название серии отсылает к фильму 1965 года «Величайшая из когда-либо рассказанных историй» (англ. The Greatest Story Ever Told).

## Сюжет
Семейный ужин Симпсонов в морском ресторане Frying Dutchman (с англ. — «Жарящий голландец») терпит фиаско благодаря неторопливости персонала. По совету хозяина заведения, чтобы скоротать время ожидания блюд, Лиза, Барт и Гомер поочереди рассказывают морские истории, обыгрывающие соответственно сюжеты переселения протестантов на Мэйфлауэре, мятежа на «Баунти» и фильма «Приключение „Посейдона“».

### Путешествие «Мейфлауэра»
Овдовевшая протестантка (Мардж) с детьми (Барт, Лиза) садится на «Мейфлауэр», чтобы отправиться в Новый Свет. Беглый преступник (Гомер), спасаясь от полиции, вбегает на борт корабля и прячется в бочке. Гомера сразу привлекает Мардж, однако один из пилигримов (Мо), убивший её предыдущего мужа в расчёте на ней жениться, охвачен ревностью. Мо ведёт Гомера в трюм и угощает пивом, предлагая сыграть в игру, требующую делать глоток каждый раз, когда волна ударяется о корабль.
Начинается шторм, а Гомер и остальная часть команды напиваются в трюме. Приведя Мардж, капитана Фландиша (Нед Фландерс) и Преподобного Лавджоя, Мо заявляет, что во всех грехах виноват Гомер, и того заключают в колодки.
От удара штормовой волны в борт, капитан падает и теряет сознание. Гомер обещает спасти корабль и, видя сомнение в глазах спутников, заверяет, что пьёт с двенадцати лет.
Он исполняет обещание, корабль достигает Нового Света, Гомер и Мардж воссоединяются.
Через год пилигримы с «Мейфлауэра» отмечают первый День благодарения вместе с племенем вампаноагов.

### Мятеж на «Баунти»
«Баунти» отплывает из Англии в 1789 году под командованием капитана Блая (Сеймур Скиннер). В течение первых 718 дней путешествия Блай жестоко обращался со своей командой, не давая им воды и выбрасывая их почту. Вилли предупреждает его о мятеже, если он продолжит, но Блай игнорирует его.
Корабль прибывает на Таити, где Гомер и Мардж являются правителями острова, и команда прекрасно проводит время, пока не пришло время уезжать.
В море Блай продолжает издеваться над командой. Мятеж на «Баунти» начинает Барт Кристиан, отправив Блая и Вилли плыть на спасательной шлюпке. Барт, как новый Капитан «Баунти», приказывает экипажу отправиться в плавание на Таити, но, уничтожив штурвал корабля, они попадают на Южный полюс.

### «Мокрые» приключения в 1970-х
На роскошном лайнере «S.S. Нептун» в канун Нового года в 1970-х годах ровно в полночь капитан Бёрнс не замечает сильную волну, которая опрокидывает корабль, убивая большинство пассажиров. Во главе с Сельмой выжившие (Гомер, Мардж, Барт, Лиза, Ленни, Карл, продавец комиксов, престарелый еврей с женой, и Сайдшоу Мел), игнорируя совет Виггама остаться в бальном зале, решают направиться в верхнюю часть корпуса корабля в машинное отделение. Поднимаясь через дымовую трубу, Ленни паникует и падает на смерть.
Продавец комиксов проплывает через наводнённый отсек, чтобы помочь остальным добраться до машинного отделения, но у него сердечный приступ, и он умирает. Группа добирается до машинного отделения, но волосы Сайдшоу Мела поджигаются паяльной лампой спасательной команды, от чего он умирает.
Остальная часть группы покидает корабль, после чего они сталкиваются с ходячими скелетами команды «Баунти», которые всё ещё пытаются вернуться на Таити.

## Премьера
Во время премьерного показа на канале Fox эпизод просмотрели 7,04 млн телезрителей, что стало самым низким показателем в 17-м сезоне мультсериала.